# Plogastel-Saint-Germain
Plogastel-Saint-Germain é uma comuna francesa na região administrativa da Bretanha, no departamento Finisterra. Estende-se por uma área de 31,24 km². Em 2010 a comuna tinha 2 022 habitantes (densidade: 64,7 hab./km²).